# Bidrani, Shahpur
Bidrani là một làng thuộc tehsil Shahpur, huyện Gulbarga, bang Karnataka, Ấn Độ.